# Cianoacetileno
Cianoacetileno é um composto orgânico com a fórmula C
3HN
 ou H–C≡C–C≡N
. É o mais simples cianopolieno. Cianoacetileno tem sido detectado por métodos espectroscópicos em nuvens interestelares, na coma do cometa Hale–Bopp e na atmosfera da lua Titã de Saturno, onde às vezes forma nuvens expansivas semelhantes a neblina.